# Rügensche Kleinbahn
Rügensche Kleinbahn (forkortet RüKB), der også kaldes for Rasender Roland, er en smalsporsbane med en sporvidde på 750 millimeter på øen Rügen i Mecklenburg-Vorpommern i det nordøstlige Tyskland.
Smalsporsbanen, der stadig drives med historiske damplokomotiver og togvogne, er en af hovedattraktionerne på øen og forbinder byerne Putbus med Binz, Sellin, Baabe og Göhren. Der opretholdes regelmæssig drift på den 24,1 kilometer lange strækning med originale damplokomotiver og togvogne, der næsten er 100 år gamle. Siden 2008 står Eisenbahn-Bau- und Betriebsgesellschaft Pressnitztalbahn (PRESS) fra Jöhstadt i Sachsen for driften af jernbanen.